# 日本・アルカディア・ネットワーク
日本・アルカディア・ネットワーク株式会社（にほん・アルカディア・ネットワーク）は、ホームページ作成業者、インターネットサービスプロバイダである電気通信事業者、超短波放送（FM放送）の特定地上基幹放送事業者である。

## 概要
山形県長井市に本社を置く第三セクターである。
株式構成は行政：60.6%（内、長井市：50.4% 山形県：4.5%）、民間39.4%。
本社は館町北のTASビルにある。

## 沿革
- 1993年（平成5年）11月1日 - 日本・アルカディア・ネットワーク株式会社設立[3]
- 1994年（平成6年）4月 - パソコン通信サービス開始
- 1996年（平成8年）4月 - 置賜地域にてインターネット接続サービス開始
- 2002年（平成14年）1月 - インターネット接続サービスのエリアを日本全国に拡大
- 2014年（平成26年）11月3日 - コミュニティ放送開始[5]、詳細は次項参照

## コミュニティ放送
長井市、西置賜郡白鷹町、飯豊町の各一部地域を放送対象地域

としてエフエムい～じゃん おらんだラジオの愛称でコミュニティ放送をしている。
愛称の「おらんだラジオ」は公募により決定した。
「おらんだ」は方言で「私たち」を意味する。
「い～じゃん」にはインターネット接続サービス「E-Jan」をかけている。
公設民営方式により長井市が放送設備を整備し、第三セクターである日本・アルカディア・ネットワークが運営する。
出資比率から長井市がマスメディア集中排除原則にいう支配関係にある。
演奏所（スタジオ）・親局送信所は、本社と同じTASビルにある。
送信所
| 送信所                                                                                          | 空中線電力 | 設置場所       | 放送区域                       |
| ----------------------------------------------------------------------------------------------- | ---------- | -------------- | ------------------------------ |
| 親局                                                                                            | 20W        | 長井市舘町北   | 長井市、白鷹町、飯豊町の各一部 |
| 中津川中継局                                                                                    | 20W        | 飯豊町岩倉     | 飯豊町の一部                   |
| 伊佐沢中継局                                                                                    | 10W        | 長井市中伊佐沢 | 長井市の一部                   |
| 小屋中継局                                                                                      | 2W         | 飯豊町小屋     | 飯豊町の一部                   |
| - 親局の呼出符号はJOZZ2BK-FM、呼出名称はエフエムながい - 中継局は開局順 - 周波数はすべて77.7MHz |            |                |                                |

- 放送エリアは、開局当初は長井市を中心とするが、周辺の各町と連携して将来は西置賜全域を目指す[9]としている。

インターネット配信はJCBAインターネットサイマルラジオによる。
日曜深夜も含め24時間放送で、自社制作番組以外の時間はミュージックバードの番組を中心に放送。
平日 11:00 - 12:00はエフエムNCV おきたまGO!の『スイッチ ON♪』をネット受けしている。
- ただし、エフエムNCV おきたまGO!では全国高等学校野球選手権大会山形県大会の期間中に地元高校の出場試合が行われる場合、ラジオ・テレビにて同時生中継を行うため、おらんだラジオでのネット受けは休止となる（ミュージックバード制作『リメンバー・ミュージック』に差し替え）。

長井市とは「災害時における緊急放送に関する協定」を締結
している。
沿革
- 2014年（平成26年）
  - 7月31日 - 特定地上基幹放送局の予備免許取得[11]
  - 10月23日 - 特定地上基幹放送局の免許取得[6][5]、長井市と「災害時における緊急放送に関する協定」を締結[10]
  - 11月3日 - 開局[5]
  - 12月11日 - 日本コミュニティ放送協会に加盟[12]
- 2015年（平成27年）
  - 1月 - JCBAインターネットサイマルラジオによるインターネット配信開始[13]
- 2018年（平成30年）
  - 2月15日 - 中津川中継局の予備免許取得[14]
  - 2月22日 - 伊佐沢中継局の予備免許取得[15]
  - 3月16日 - 中津川中継局の免許取得[16]
  - 11月8日 - 伊佐沢中継局の免許取得[16]
- 2019年（平成31年）
  - 3月7日 - 小屋中継局の予備免許取得[17]
  - 4月4日 - 小屋中継局の免許取得[16]

主な番組（2025年4月現在）
- おらんだの朝 けさらじ（平日 7:00 - 8:55）
- おらんだの昼 ひるらじ（平日 12:00 - 14:00）
- おらんだの晩方 ゆうらじ（平日 17:00 - 19:00）
- あべあいこのアコチャン！English（毎週月曜 9:00、19:00）
- 清野あやねのせーので山形！（毎週月曜 9:30、19:30）
- 庄司紗千のなんかステキなコトが起こりそう（毎週火曜 9:00、19:00）
- 布施珠倫の maison de musique / おらんだのジュークBOX（隔週火曜 9:30、19:30）
- おらんだデパート 情報百貨店（毎週水曜 9:00、19:00）
- T's Music Lounge（毎週木曜 9:00、19:00）
- おらんだの音楽のじかん（毎週金曜 9:00、19:00）
- おらんだのアートセッション（毎週金曜 9:30、19:30）

ベリカード
サイト内の専用フォームで受け付けている
防災ラジオ
長井市は、平成29年度より防災ラジオ（緊急告知FMラジオ）を世帯および事業所を対象に無償配付する。
おらんだラジオを含むFM放送、AM放送の6局を受信できる
。